# 范棟勤
范棟勤（1949年12月13日—），加拿大政治人物，1995年至2013年間擔任卑詩省議會議員，先後代表亞博斯福選區（1995年-2001年）、亞博斯福—克雷本選區（2001年-2009年）和亞博斯福南選區（2009年-2013年）。他從1995年至2012年間為卑詩自由黨黨員，期間在省長金寶爾內閣中擔任數項廳長職務。2012年3月他轉投卑詩保守黨，同年9月則退出該黨並以獨立身份議政至省議員任期屆滿為止。

## 背景
范棟勤於1949年出生，為家中七名子女的長子，父母在此前數個月從荷蘭移居加拿大。一家先於卑詩省匹特草原經營乳牛場，後則遷至三角洲。他於卑詩大學修讀農業經濟學，從該校獲取理學士學位。1975年他在菲沙河谷杜德尼創立乳牛場，後則遷至馬茲奎（現為亞博斯福一部分），1979年當選菲沙河谷牛奶生產商協會理事，並一度擔任該會副主席。他亦曾任卑詩乳業基金會、卑詩乳商聯會和聯邦農業債務複檢委員會等機構之理事。
他與前妻卡倫（Karen）育有兩名兒子，後則與其選區助理雪莉·瓦克（Sherri Wacker）結婚。

## 從政
他於1995年代表卑詩自由黨競逐省議會亞博斯福選區議席補選並告當選，首度出任省議員，並於1996年、2001年、2005年和2009年省選連任。自由黨在野期間，他出任該黨的農業及漁業評議員。
自由黨贏取2001年省選後上台執政，范棟勤獲省長金寶爾任命為農業、食物及漁業廳長。任內他牽涉該廳停止向一家三文魚養殖場進行探究，遂被加拿大皇家騎警調查，並因此於2003年1月被免掉廳長職務，但於同年4月復職。他於2005年省選連任後調任跨政府關係省務廳長，2008年6月卸任。
范棟勤從2008年4月起出任公共安全及法務廳長，接替請辭的李士莊。2009年4月24日，范棟勤公開他曾於一年內兩度駕駛期間超越時速限制41公里以上，遂被他轄下的卑詩機車總監辦公室吊銷駕駛執照四個月；他此前曾以廳長身份高調參與省政府的反超速駕駛推廣活動。他再於同月27日辭任公共安全及法務廳長。
他保留2009年省選的自由黨候選人資格，並於新設的亞博斯福南選區連任省議員。他在該屆省議會中出任執政自由黨的黨鞭，並任省議會財政及政府服務委員會成員，和執政黨黨團政府重組委員會主席。
2012年3月26日，他宣布因不滿新任省長和自由黨黨魁簡蕙芝的領導作風而退黨並轉投卑詩保守黨，成為該黨當時唯一一名省議員。同年9月22日，他則宣布離開保守黨，此後以獨立身份在省議會議政。
2013年省選，他以獨立候選人身份競逐連任亞博斯福南選區省議員，但敗予自由黨候選人戴雷·普利哥斯，其18年省議員生涯遂告終結。

## 外部連結
- （英文）卑詩省議會網站 范棟勤議員簡介 （页面存档备份，存于）